# Jonas Åkerlund
Jonas Åkerlund (Bromma, 16 de noviembre de 1966) es un director de cine y músico sueco, conocido por haber realizado videos musicales.
Jonas Åkerlund se dio a conocer en 1983 como batería y miembro fundador de Bathory, que tras separarse de la banda se convirtió en uno de los directores de vídeos musicales más famosos de la actualidad y ha trabajado con bandas de metal como Rammstein, Metallica, Satyricon o Candlemass. entre otros.
La fama como director le llegó de los vídeos musicales del dúo sueco Roxette, pero su primer video musical dirigido fue "Bewitched" de Candlemass.
Desde entonces ha realizado videos para Madonna (Llevándose un premio Grammy a "Mejor videoclip del año" por Ray of Light), Metallica, Satyricon, Candlemass, U2, Lady Gaga, Britney Spears, Rammstein, P!nk, Mika, Christina Aguilera, Duran Duran, The Rolling Stones y Coldplay. También desempeñó el papel de diseñador y fotógrafo para el álbum de Roxette Room Service en 2001. En 2002 debutó en los largometrajes con la primera película Spun. Recientemente dirigió un anuncio para el minorista de ropa sueco MQ con la supermodelo  y actriz británica Elizabeth Hurley.

## Videografía
| 1988 "Bewitched" de Candlemass. 1992 "Så länge det lyser mittemot" de Marie Fredriksson. "Mellan sommar och höst" de Marie Fredriksson. 1993 "Fingertips '93" de Roxette. 1994 "Run To You" de Roxette. 1995 "A la ronde" de Sinclair. "Vulnerable" de Roxette. "Pay For Me" de Whale. 1996 "June Afternoon" de Roxette. "She Doesn't Live Here Anymore" de Roxette. "Un Día Sin Ti" de Roxette. 1997 "Do You Wanna Be My Baby?" de Per Gessle. "James Bond Theme" de Moby. "Kix" de Per Gessle. "I Want You To Know" de Per Gessle. "Smack My Bitch Up" de The Prodigy. 1998 "Ray of Light" de Madonna. (Ganó el premio Grammy en 1999). "My Favourite Game" de The Cardigans. "Turn the Page" de Metallica. 1999 "Whiskey in the Jar" de Metallica. "Wish I Could Fly" de Roxette. "Canned Heat" de Jamiroquai. "Anyone" de Roxette. "Corruption" de Iggy Pop. 2000 "The Everlasting Gaze" de The Smashing Pumpkins. "Music" de Madonna. "Porcelain" (versión 1) de Moby. "Try, Try, Try" de The Smashing Pumpkins. "Beautiful Day" (versión 1) de U2. "Black Jesus" de Everlast. "Still" (versión 2: white hair) de Macy Gray. 2001 "Gets Me Through" de Ozzy Osbourne. "Walk On" de U2. "The Centre of the Heart" de Roxette. 2002 "A Thing About You" de Roxette. "Lonely Road" de Paul McCartney. "Fuel For Hatred" de Satyricon. "Me Julie" de Ali G y Shaggy. "If I Could Fall In Love" de Lenny Kravitz. "Beautiful" de Christina Aguilera. | 2003 "Beautiful Day" (versión 2: Eze) de U2. "American Life" de Madonna. "Good Boys" de Blondie. "True Nature" de Jane's Addiction. "Come Undone" de Robbie Williams. "Sexed Up" de Robbie Williams. 2004 "I Miss You" de blink-182. "Aim 4" for Flint. "Tits On The Radio" de Scissor Sisters. 2006 "Rain Fall Down" de The Rolling Stones. "Jump" de Madonna. "One Wish" de Roxette. "Mann gegen Mann" de Rammstein. "Country Girl" de Primal Scream. 2007 "Wake Up Call" de Maroon 5. "Good God" de Anouk. "Same Mistake" de James Blunt. "Watch Us Work It" de Devo. 2008 "No. 5" de Hollywood Undead "Undead" de Hollywood Undead. "Sober" de Pink. 2009 "Paparazzi" de Lady Gaga. "When Love Takes Over" de David Guetta con Kelly Rowland. "We Are Golden" de Mika. "Celebration" de Madonna. "Pussy" de Rammstein. "Fresh Out the Oven" de Jennifer Lopez. "On to the Next One" de Jay-Z con Swizz Beatz. 2010 "Ich tu dir weh" de Rammstein. "Telephone" de Lady Gaga Ft. Beyoncé "Superbad" de Adrienne Bailon. "Who's That Chick?" de David Guetta con Rihanna. "Hot N' Fun" de N*E*R*D y Nelly Furtado. "Let Me Hear You Scream" de Ozzy Osbourne. 2011 'Hold It Against Me' de Britney Spears. "Moves like Jagger" de Maroon 5 Ft. Christina Aguilera. "Mein Land" de Rammstein. "Girl Panic!" de Duran Duran. 2012 "Doom and Gloom" de The Rolling Stones. 2013 "Haunted" de Beyoncé. "Superpower" de Beyoncé. 2014 "Magic" de Coldplay. "True Love" de Coldplay. "Dangerous" de David Guetta. 2015 "Ghosttown" de Madonna. "Bitch I'm Madonna" de Madonna. 2016 "ManUNkind" de Metallica. 2017 "John Wayne" de Lady Gaga. "Praying" de Kesha. 2018 "Spaceship" de Kesha. 2019 "God Control" de Madonna |

## Filmografía
- Spun (2002)
  - Película que trata sobre el uso de drogas.
- I'm Going to Tell You a Secret (2006)
  - Dirigió y editó este documental sobre el Re-Invention Tour de Madonna.
- The Confessions Tour (2007)
  - Dirigió la gira completa de Madonna y se le da crédito como el director en el DVD de la gira.
- The Horsemen (Los Cuatro Jinetes del Apocalipsis) (2009)
  - Small Apartments-Película dirigida por él y producida por Michael Bay, Andrew Form y Brad Fuller (Platinum Dunes).
- Dior Addict Fragance (2012)
  - Dirigió este film promocionando la nueva fragancia de Dior Addict.
  - Taylor Swift The 1989 World Tour Live (2015)
- Lords of Chaos (2018)
  - Película basada en el libro del mismo nombre que narra la historia del Black Metal Noruego a principios de los 90.
- Polar (2019)
  - Película canadiense que narra los últimos días como asesino a sueldo De Mads Mikkelsen (Hannibal By Netflix) violenta, sangrienta y entretenida.

## Discografía
- 1984 - Scandinavian Metal Attack